# Amata infracingulata
Amata infracingulata là một loài bướm đêm thuộc phân họ Arctiinae, họ Erebidae.